# Brookula enderbyensis
Brookula enderbyensis là một loài ốc biển nhỏ, là động vật thân mềm chân bụng sống ở biển trong họ Liotiidae.
This species được tìm thấy ở ly at quần đảo Auckland, New Zealand.